# Sainte-Marie-de-Gosse
Sainte-Marie-de-Gosse è un comune francese di 1 086 abitanti situato nel dipartimento delle Landes nella regione della Nuova Aquitania.

## Società

### Evoluzione demografica
Abitanti censiti